# UGC 1281
UGC 1281 ist eine spiralförmige Zwerggalaxie im Sternbild Dreieck. Sie ist rund 13 Millionen Lichtjahre von der Milchstraße entfernt.